# هنريكي ماركيز
هنريكي ماركيز (بالبرتغالية: Henrique Marques‏) هو مبارز بالسيف برازيلي، ولد في 24 سبتمبر 1996 في ساو باولو في البرازيل.

## وصلات خارجية
- هنريكي ماركيز على موقع أوليمبيديا (الإنجليزية)
- هنريكي ماركيز على موقع اللجنة الأولمبية البرازيلية (البرتغالية)